# Candice King
Candice Rene King (rozená Accola, * 13. května 1987, Houston, Texas, USA) je americká herečka a zpěvačka. Její nejznámější role je Caroline Forbesová v seriálu Upíří deníky. Dvakrát získala Teen Choice Award za její roli v Upířích denících.

## Životopis
Vyrůstala v městě Edgewood. Její otec Kevin je kardiochirurg a její matka Carolyn (roz. Clarková) byla inženýrkou životního prostředí, než začala být ženou v domácnosti. Oba její rodiče jsou aktivními členy republikánské strany, nicméně Candice otevřeně podporovala Baracka Obamu. Má mladšího bratra.
V polovině roku na Lake Highland Preparatory School se přestěhovala do Los Angeles. O šest měsíců později měla smlouvu na debutové CD s názvem It’s Always the Innocent Ones. Střední školu dokončila na dálku a absolvovala v roce 2005. Její filmový debut přišel v roce 2007 ve filmu Pirate Camp. Hostovala v seriálech jako Jak jsem poznal vaši matku, Lovci duchů a Greek. Také se objevila ve filmech On the Doll, Juno, Deadgirl a X's & O's.
Také pokračovala v profesionálním zpěvu a objevila se v doprovodném sboru ve filmech Hannah Montana & Miley Cyrus: The Best of Both Worlds Concert a Hannah Montana: The Movie.
Během let 2009 až 2017 hrála roli Caroline Forbesová v seriálu Upíří deníky. Roli si zopakovala v několika dílech seriálového spin-offu The Originals.
Také hostovala v seriálu V těle boubelky jako Jessica z popové skupiny Confetti s Mackenzie Mauzy.

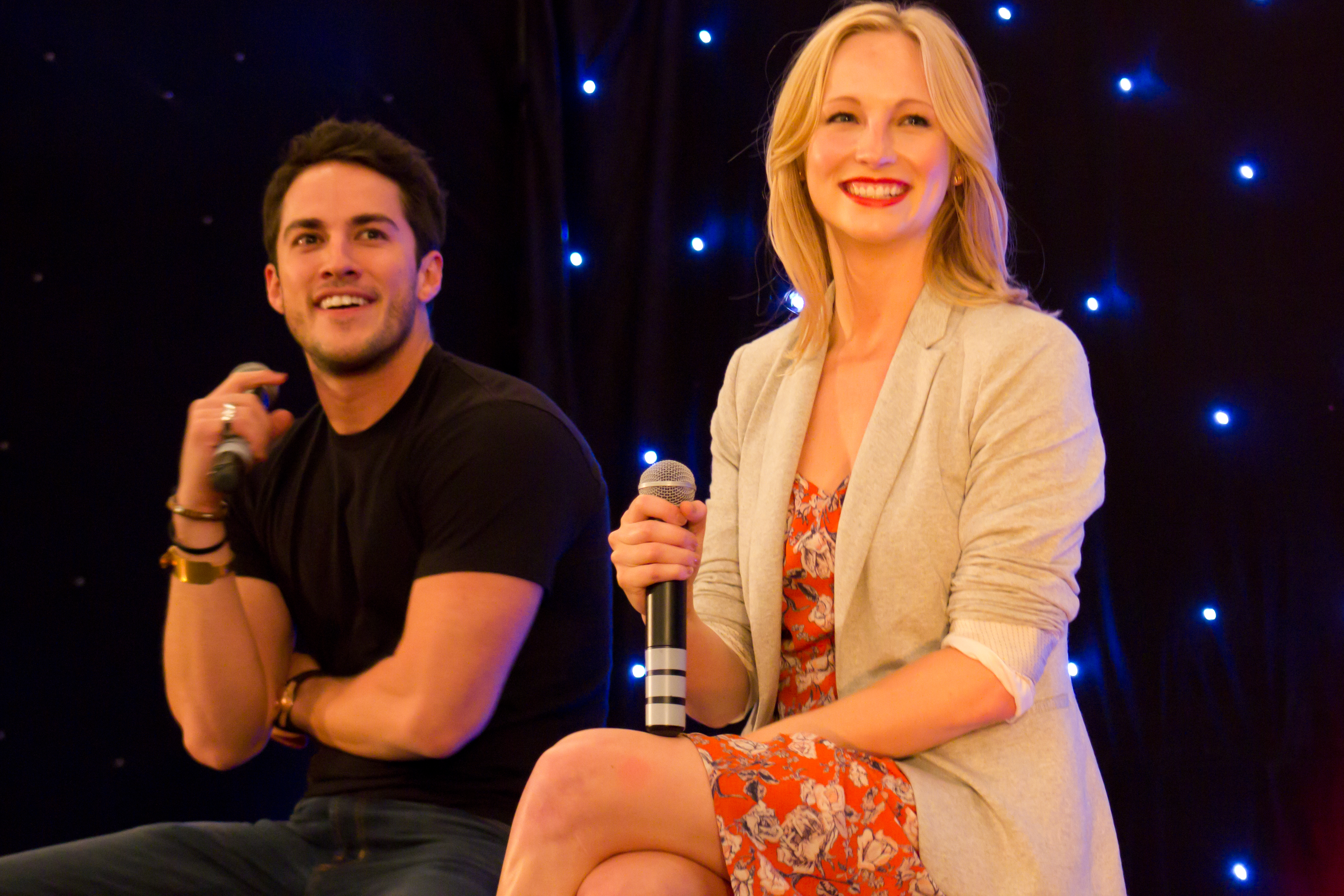
Candice s hercem Michaelem Trevino

## Osobní život
V září 2009 byla spolu s několika kolegyněmi z Upířích deníků zatčena za výtržnictví. Na levém zápěstí má tetování ptáka a na pravé noze má vytetovanou malou hvězdičku.
V roce 2010 chodila se svým kolegou z Upířích deníků, Stevenem R. McQueenem.Od roku 2011 do roku 2012 chodila s dalším hereckým kolegou Zachem Roerigem. V roce 2012 se na SuperBowl seznámila s členem skupiny The Fray: Josephem Aaronem Kingem. Díky své kolegyni ze seriálů Ninou Dobrev, která mu dala její telefon, se s ním dala dohromady. V květnu 2013 se s ním zasnoubila a18. října 2014 se v New Orleans pořádala svatba. Po ní herečka převzala jméno po manželovi a navíc se stala macechou jeho dvou dcer (Elise,Ava) z předchozího manželství .
V srpnu 2015 pak pár oznámil, že je Candice těhotná a 15. ledna 2016 se narodila dcera Florence May King. V srpnu 2020 oznámili, že čekají druhé potomka a 1. prosince se jim narodila dcera Josephine June King.
V květnu přiznala rozchod se svým manželem.

## Filmografie

### Film
| Rok  | Název                                                  | Role              | Poznámky        |
| ---- | ------------------------------------------------------ | ----------------- | --------------- |
| 2007 | Pirate Camp                                            | Annalisa/Tom      |                 |
| 2007 | Juno                                                   | Amanda            |                 |
| 2007 | On the Doll                                            | Melody            |                 |
| 2007 | X's & O's                                              | Gwenina kamarádka |                 |
| 2008 | Deadgirl                                               | JoAnn             |                 |
| 2008 | Hannah Montana & Miley Cyrus: To nejlepší z obou světů | Sama sebe         | Doprovodný zpěv |
| 2009 | Hannah Montana: The Movie                              | Sama sebe         | Doprovodný zpěv |
| 2009 | Love Hurts                                             | Sharon            |                 |
| 2010 | Kingshighway                                           | Sophia            | Hlavní role     |
| 2011 | The Truth About Angels                                 | Caitlin Stoneová  |                 |
| 2020 | After: Přiznání                                        | Kimberly          |                 |

### Televize
| Rok       | Název                            | Role                 | Poznámky                                     |
| --------- | -------------------------------- | -------------------- | -------------------------------------------- |
| 2007      | Jak jsem poznal vaši matku       | Amy                  | díl: „Něco půjčeného“                        |
| 2009      | Lovci duchů                      | Amanda Heckerlingová | díl: „Duch ze střední“                       |
| 2009      | Greek                            | Alice                | díl: „Isn't It Bro-mantic?“                  |
| 2009–2017 | Upíří deníky                     | Caroline Forbesová   | hlavní role                                  |
| 2010      | V těle boubelky                  | Jessica              | díl: „Begin Again“                           |
| 2012      | Dating Rules from My Future Self | Chloe Cunningham     | internetový seriál, 6 dílů, také producentka |
| 2018      | The Originals                    | Caroline Forbesová   | 5 dílů                                       |
| 2019      | The Orville                      | Solana               | díl: „Home“                                  |